# Серая тригла
Серая тригла, или обыкновенный морской петух (лат. Eutrigla gurnardus) — морская придонная рыба семейства тригловых (Triglidae).

## Описание
Достигает длины 60 см, обычно около 30 см.
Вытянутое тело покрыто мелкой чешуёй, чешуя отсутствует на горле и у основания грудных плавников. Голова большая, без чешуи, покрыта костными пластинками. Лоб морского петуха плоский и довольно большой, верхняя губа разделена на две части и выступает над нижней. На лбу в глубоких глазницах сидят большие, подвижные глаза, над которыми торчат острые шипы, напоминающие рожки, — они служат петуху средством защиты от других хищников. Два спинных плавника разделены значительным промежутком. В первом спинном плавнике 7—9 колючих неветвистых лучей, а во втором — 18—20 мягких лучей. В анальном плавнике 17—20 мягких лучей. Грудные плавники короче, чем у жёлтой триглы, не доходят до начала анального плавника. В них 10 мягких лучей, соединённых перепонками и 3 свободных длинных луча. Брюшные плавники расположены на груди, с одним жёстким и пятью мягкими лучами. Хвостовой плавник раздвоенный. Вдоль основания спинных плавников с каждой стороны тела проходит ряд из 27—29 костных пластинок. Боковая линия длинная и прямая, лишь сразу за головой несколько изгибается вверх, с 72—77 чешуйками. Вдоль неё проходит ряд небольших костных пластинок с продольным килевым гребнем посередине. Позвонков 37—39 . 
Взрослые особи окрашены в серый или буровато-серый цвет. На спине и боках тела разбросаны многочисленные белые пятна. Брюхо и горло серебристо-белые. На первом спинном плавнике выраженное чёрное пятно округлой формы. У молоди тело красного цвета, а брюхо серо-белое.

## Распространение и места обитания
Распространены в северо-восточной части Атлантического океана от Исландии и Норвегии до Марокко; встречается в Северном и Балтийском морях, а также в Средиземном и Чёрном морях.
Обитает на глубине от 10 до 340 метров, но обычно на глубинах 10—60 метров. Его молодь заселяет небольшие глубины — 2-20 метров. Чувствительный к температуре воды, поэтому у берегов встречается с конца апреля до середины октября. Ведёт придонный образ жизни, предпочитая песчаный грунт. 

## Размножение
Самцы впервые достигают половой зрелости в возрасте 3-х лет при длине тела около 20 см, а самки — в возрасте 4-х лет при длине тела около 24 см. Нерестовый период растянут на несколько месяцев и в северных районах продолжается с апреля до сентября, а на юге ареала — с января по июнь. Плодовитость 200—300 тыс. икринок. Икра мелкая, диаметром 1,5 мм, с жировой каплей, плавучая.

## Питание
Морской петух — хищная рыба. Питается малоподвижными донными животными, а также рыбой, креветками и крабами. В процессе охоты морской петух с помощью 3-х длинных лучей грудных плавников нащупывает в песке малоподвижные организмы. Охотится он, как правило, на глубинах от 10 до 20 метров. Выбирая себе жертву, хищник лежит на дне или под водорослями, чаще всего на их границе с чистой водой. Барабулька или креветка — любимое лакомство петуха. Заметив рыбку, он молниеносно бросается вперёд, не давая своей жертве опомниться. При быстром перемещении плавники у петуха составлены и не мешают ему двигаться.
Морской петух, кроме всего прочего, способен издавать звуки, которые служат для коммуникации между особями при добывании пищи.

## Хозяйственное значение
Ценная промысловая рыба. Добывается донными тралами и сетями. Основной промысел ведётся в Северном море. Мировые уловы серой триглы в 1980-е годы достигали 47,7 тыс. тонн, а в 2001—2012 гг. варьировали от 1,32 до 4,82 тыс. тонн. Морской петух является редким в Чёрном море, поэтому занесён в Красную книгу Украины. Лов морского петуха категорически запрещён. В случае, если такая рыба случайно попадается на крючок, она должна быть немедленно отпущена в море.

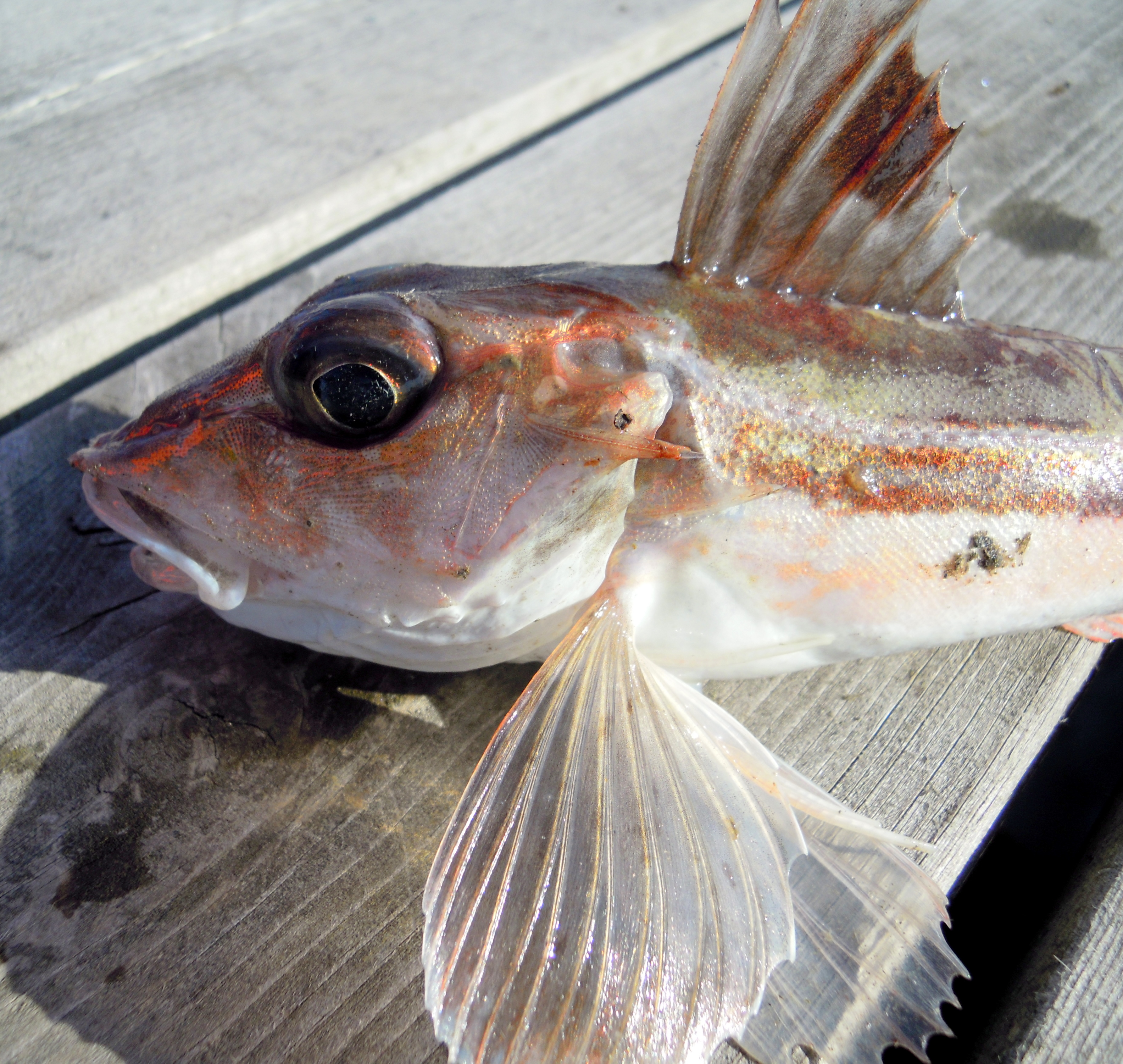
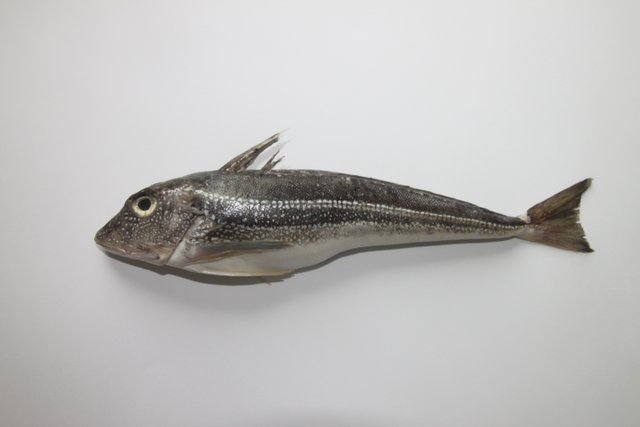
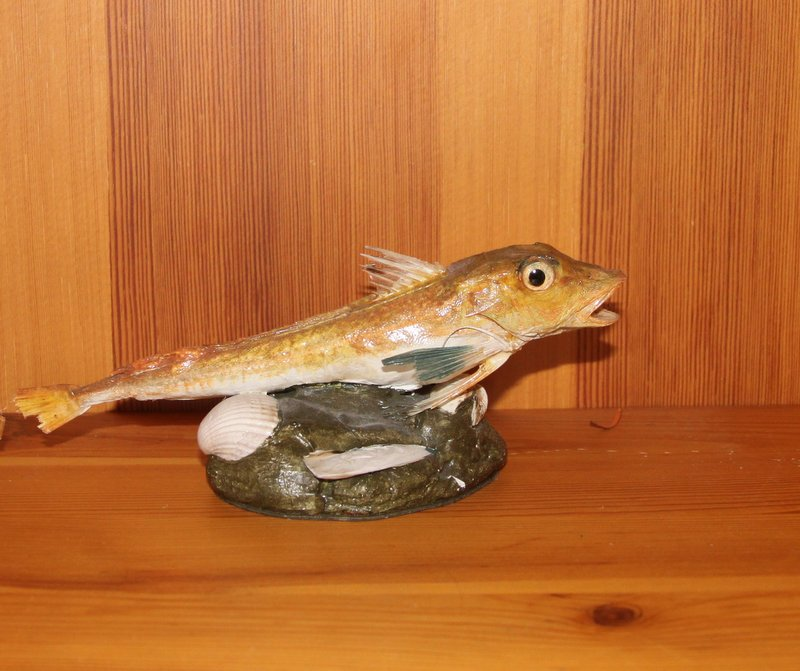